# Ascari KZ1
Der Ascari KZ1 ist ein Sportwagenmodell des britischen Kleinserienherstellers Ascari Cars.
Der Wagen ist auf 50 Stück limitiert. Angetrieben wird der KZ1 von dem V8-Motor aus dem BMW M5 (E39) mit 4941 cm³ Hubraum. Dieser Motor wurde leistungsoptimiert und leistet statt 294 kW (400 PS) jetzt maximal 373 kW (507 PS). Durch Karosserie und Monocoque-Chassis in CfK-Bauweise wiegt der Ascari KZ1 nur 1330 kg.
Wegen des günstigen Leistungsgewichts beschleunigt der Wagen aus dem Stand in 3,7 Sekunden auf 100 km/h. Dieser Wert ist zum Beispiel vergleichbar mit dem des Pagani Zonda. Die Höchstgeschwindigkeit ist mit 320 km/h angegeben. Das maximale Drehmoment liegt bei 500 Newtonmetern. Die Bremsanlage stammt von AP Racing (vorne: 6 Kolben, hinten: 4 Kolben).